# KDELR2

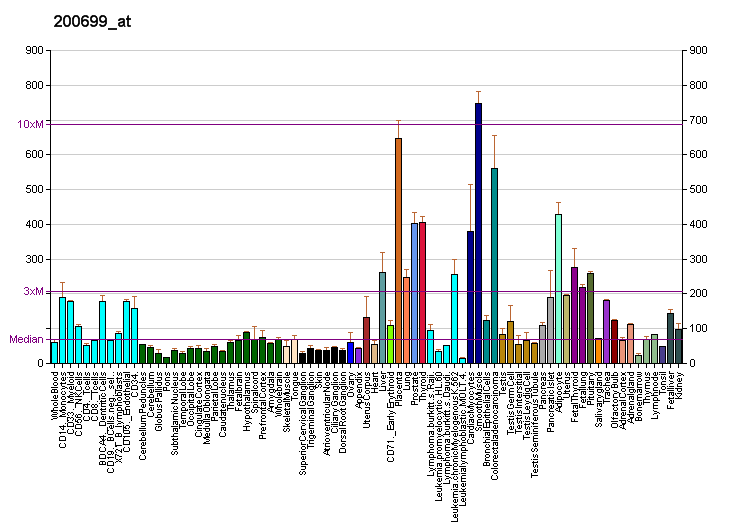
KDELR2

El receptor 2 KDEL de retención de proteína del lumen del retículo endoplasmático es una proteína que en los humanos está codificada por el gen KDELR2 .

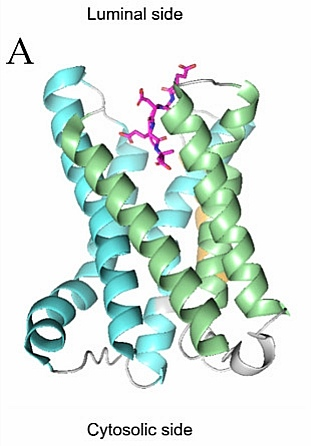
Estructura del receptor KDELR2. Siete hélices seis en azul y verde y una en marrón formando el dominio funcional. En rojo y azul se muestra un ligando RDEL en el bolsillo.

La retención de proteínas solubles en el lumen del retículo endoplasmático (RE) de levaduras y células animales se consigue mediante su continua recuperación desde el cis-Golgi o desde un compartimento pre-Golgi.
La selección de las proteínas a retener depende de un tetrapéptido señal en el extremo C-terminal: 
```
lisina
-
aspártico
-
glutámico
-
leucina
 o 
lis-asp-glu-leu  
(en código de tres letras) 
 
K-D-E-L 
(en código de una letra) 
  en células animales,
```

```
his
-asp-glu-leu  
H-D-E-L en 
S.cerevisiae
.
```

El receptor KDELR2 reconoce y se une a las proteínas que contienen el tetrapéptido K-D-E-L, devolviéndolas al RE. 
En levaduras, el receptor es una proteína transmembrana de siete dominios y está codificado por un solo gen, Erd2. 
A diferencia de las levaduras, se han descrito varios homólogos humanos del gen Erd2, que constituyen la familia de genes del receptor KDEL. EL KDELR2 fue el segundo miembro de la familia en ser identificado, y codifica una proteína que es idéntica en un 83% al producto del gen Kdelr1.